# Кубок Германии по футболу 2009/2010
Кубок Германии по футболу 2009/2010 годов — 67-й розыгрыш кубка Германии по футболу (нем. DFB-Pokal). Турнир начался 31 июля 2009 года, финал был сыгран 15 мая 2011 года на Олимпийском стадионе в Берлине.
Титул защищал 6-кратный обладатель кубка — «Вердер». В финальном матче «Бавария» выиграла у «Вердера» со счётом 4:0 и в пятнадцатый раз завоевал кубок Германии.

## Команды-участники
| Бундеслига все клубы | Вторая Бундеслига все клубы | Третья лига лучшие 4 клуба                                        | 21 победитель региональных кубковых соревнований1 |
| - Вольфсбург - Бавария - Штутгарт - Герта - Гамбург - Боруссия (Дортмунд) - Хоффенхайм - Шальке 04 - Байер 04 - Вердер - Ганновер 96 - Кёльн - Айнтрахт (Франкфурт) - Бохум - Боруссия (Мёнхенгладбах) - Энерги Котбус - Карлсруэ - Арминия Билефельд | - Фрайбург - Майнц 05 - Нюрнберг - Алеманния Ахен - Гройтер Фюрт - Дуйсбург - Кайзерслаутерн - Санкт-Паули - Рот-Вайсс Оберхаузен - Рот-Вайсс Ален - Аугсбург - 1860 Мюнхен - Ганза Росток - Кобленц - ФСВ Франкфурт - Оснабрюк - Ингольштадт 04 - Веен Висбаден | - Унион Берлин - Фортуна Дюссельдорф - Падерборн 07 - Унтерхахинг | - Неккарельц - Вайден1 - Ваккер (Бургхаузен) - Теннис-Боруссия Берлин - Бабельсберг - Обернойланд - Конкордия Гамбург - Кикерс (Оффенбах) - Торгеловер - Германия Виндек - Кикерс (Эмден) - Айнтрахт (Брауншвейг)1 - Айнтрахт Трир - Эльферсберг - Спельдорф - Динамо (Дрезден) - Магдебург - Любек - Филлинген - Ворматия Вормс - Рот-Вайсс Эрфурт - Пройссен (Мюнстер) - Зонненхоф Гроссаспах - Шпортфройнде Лотте1 |

## Первый раунд
Жеребьёвка первого раунда прошла 27 июня 2009 года. Матчи первого раунда прошли 31 июля—3 августа.
| Дата      | Домашняя команда       | Счёт             | Выездная команда         | Место проведения     |
| --------- | ---------------------- | ---------------- | ------------------------ | -------------------- |
| 31 июля   | Бабельсберг            | 0:1              | Байер 04                 | Бабельсберг          |
| 31 июля   | Айнтрахт (Брауншвейг)  | 0:1              | Кайзерслаутерн           | Брауншвейг           |
| 31 июля   | Ингольштадт 04         | 1:2              | Аугсбург                 | Ингольштадт          |
| 31 июля   | Любек                  | 2:1 (д.вр.)      | Майнц 05                 | Любек                |
| 31 июля   | Оснабрюк               | 2:1              | Ганза Росток             | Оснабрюк             |
| 31 июля   | Веен Висбаден          | 1:4              | Вольфсбург               | Висбаден             |
| 1 августа | Динамо (Дрезден)       | 0:3              | Нюрнберг                 | Дрезден              |
| 1 августа | Кикерс (Эмден)         | 0:3              | Кёльн                    | Эмден                |
| 1 августа | Эльферсберг            | 0:2              | Фрайбург                 | Шпизен-Эльферсберг   |
| 1 августа | ФСВ Франкфурт          | 0:1              | Боруссия (Мёнхенгладбах) | Франкфурт-на-Майне   |
| 1 августа | Падерборн 07           | 0:1              | 1860 Мюнхен              | Падерборн            |
| 1 августа | Зонненхоф Гроссаспах   | 1:4              | Штутгарт                 | Хайльбронн           |
| 1 августа | Унтерхахинг            | 0:3              | Арминия Билефельд        | Унтерхахинг          |
| 1 августа | Вайден                 | 1:3              | Боруссия (Дортмунд)      | Вайден               |
| 1 августа | Теннис-Боруссия Берлин | 0:2              | Карлсруэ                 | Берлин               |
| 1 августа | Ваккер (Бургхаузен)    | 1:1 (4:5) (пен.) | Рот-Вайсс Ален           | Бургхаузен           |
| 1 августа | Магдебург              | 1:3              | Энерги Котбус            | Магдебург            |
| 1 августа | Пройссен (Мюнстер)     | 1:3 (д.вр.)      | Герта                    | Мюнстер              |
| 1 августа | Германия Виндек        | 0:4              | Шальке 04                | Кёльн                |
| 2 августа | Унион Берлин           | 0:5              | Вердер                   | Эссен                |
| 2 августа | Конкордия Гамбург      | 0:4              | Кобленц                  | Гамбург              |
| 2 августа | Обернойланд            | 0:2              | Хоффенхайм               | Бремен               |
| 2 августа | Спельдорф              | 0:3              | Рот-Вайсс Оберхаузен     | Дуйсбург             |
| 2 августа | Филлинген              | 1:2 (д.вр.)      | Санкт-Паули              | Филлинген-Швеннинген |
| 2 августа | Рот-Вайсс Эрфурт       | 1:2              | Дуйсбург                 | Эрфурт               |
| 2 августа | Торгеловер             | 1:4              | Алеманния Ахен           | Торгелов             |
| 2 августа | Ворматия Вормс         | 0:1              | Гройтер Фюрт             | Вормс                |
| 2 августа | Шпортфройнде Лотте     | 0:1              | Бохум                    | Лотте                |
| 2 августа | Неккарельц             | 1:3              | Бавария                  | Зинсхайм             |
| 2 августа | Кикерс (Оффенбах)      | 0:3              | Айнтрахт (Франкфурт)     | Оффенбах             |
| 2 августа | Айнтрахт Трир          | 3:1              | Ганновер 96              | Трир                 |
| 3 августа | Фортуна Дюссельдорф    | 3:3 (1:4) (пен.) | Гамбург                  | Дюссельдорф          |

## Второй раунд
Жеребьёвка второго раунда прошла 8 августа 2009 года. Матчи второго раунда прошли 22—23 сентября.
| Дата        | Домашняя команда         | Счёт             | Выездная команда     | Место проведения   |
| ----------- | ------------------------ | ---------------- | -------------------- | ------------------ |
| 22 сентября | Айнтрахт Трир            | 4:2 (д.вр.)      | Арминия Билефельд    | Трир               |
| 22 сентября | Нюрнберг                 | 0:1              | Хоффенхайм           | Нюрнберг           |
| 22 сентября | Бавария                  | 5:0              | Рот-Вайсс Оберхаузен | Мюнхен             |
| 22 сентября | Боруссия (Мёнхенгладбах) | 0:1              | Дуйсбург             | Мёнхенгладбах      |
| 22 сентября | Рот-Вайсс Ален           | 2:3 (д.вр.)      | Гройтер Фюрт         | Ален               |
| 22 сентября | Карлсруэ                 | 0:3              | Боруссия (Дортмунд)  | Карлсруэ           |
| 22 сентября | Бохум                    | 0:3              | Шальке 04            | Бохум              |
| 22 сентября | Кобленц                  | 4:2 (д.вр.)      | Энерги Котбус        | Кобленц            |
| 23 сентября | 1860 Мюнхен              | 2:2 (4:1) (пен.) | Герта                | Мюнхен             |
| 23 сентября | Аугсбург                 | 1:0              | Фрайбург             | Аугсбург           |
| 23 сентября | Вердер                   | 2:1              | Санкт-Паули          | Бремен             |
| 23 сентября | Айнтрахт (Франкфурт)     | 6:4              | Алеманния Ахен       | Франкфурт-на-Майне |
| 23 сентября | Оснабрюк                 | 3:3 (4:2) (пен.) | Гамбург              | Оснабрюк           |
| 23 сентября | Любек                    | 1:3 (д.вр.)      | Штутгарт             | Любек              |
| 23 сентября | Кайзерслаутерн           | 2:1              | Байер 04             | Кайзерслаутерн     |
| 23 сентября | Кёльн                    | 1:1 (5:4) (пен.) | Вольфсбург           | Кёльн              |

## Третий раунд
Жеребьёвка третьего раунда прошла 26 сентября 2010 года. Матчи третьего раунда прошли 27—28 октября.
| Дата       | Домашняя команда     | Счёт | Выездная команда    | Место проведения   |
| ---------- | -------------------- | ---- | ------------------- | ------------------ |
| 27 октября | Гройтер Фюрт         | 1:0  | Штутгарт            | Фюрт               |
| 27 октября | Айнтрахт (Трир)      | 0:3  | Кёльн               | Трир               |
| 27 октября | Оснабрюк             | 3:2  | Боруссия (Дортмунд) | Оснабрюк           |
| 27 октября | Аугсбург             | 5:0  | Дуйсбург            | Аугсбург           |
| 28 октября | 1860 Мюнхен          | 0:3  | Шальке 04           | Мюнхен             |
| 28 октября | Вердер               | 3:0  | Кайзерслаутерн      | Бремен             |
| 28 октября | Хоффенхайм           | 4:0  | Кобленц             | Зинсхайм           |
| 28 октября | Айнтрахт (Франкфурт) | 1:4  | Бавария             | Франкфурт-на-Майне |

## 1/4 финала
Жеребьёвка четвертьфиналов прошла 1 ноября 2009 года. Матчи 1/4 финала прошли 9—10 февраля 2010 года.
| Вердер                  | 2:1     | Хоффенхайм |
| ----------------------- | ------- | ---------- |
| Налдо 27′ · Алмейда 76′ | (отчёт) | Таго 73′   |

| Бавария                                                                     | 6:2     | Гройтер Фюрт          |
| --------------------------------------------------------------------------- | ------- | --------------------- |
| Мюллер 5′, 82′ · Роббен 58′ (пен.) · Рибери 61′ · Лам 65′ · Аллаги 89′ (а.) | (отчёт) | Нёте 10′ · Аллаги 40′ |

| Аугсбург                    | 2:0     | Кёльн |
| --------------------------- | ------- | ----- |
| Рафаэль Нандо 3′ · Турк 86′ | (отчёт) |       |

| Оснабрюк | 0:1     | Шальке 04   |
| -------- | ------- | ----------- |
|          | (отчёт) | Кураньи 59′ |

## 1/2 финала
Жеребьёвка полуфинальных матчей прошла 10 февраля 2010 года. Матчи 1/2 финала прошли 23 и 24 марта 2010 года.
| Вердер                  | 2:0     | Аугсбург |
| ----------------------- | ------- | -------- |
| Марин 30′ · Писарро 84′ | (отчёт) |          |

| Шальке 04 | 0:1 (доп. вр.) | Бавария     |
| --------- | -------------- | ----------- |
|           | (отчёт)        | Роббен 112′ |

## Финал
Финальный матч между «Вердером» и «Баварией» состоялся 15 мая 2010 года на Олимпийском стадионе в Берлине.
| Вердер | 0:4     | Бавария                                                      |
| ------ | ------- | ------------------------------------------------------------ |
|        | (отчёт) | Роббен 35′ (пен.) · Олич 51′ · Рибери 63′ · Швайнштайгер 83′ |

## Бомбардиры
| Место | Игрок         | Клуб                | Голы |
| ----- | ------------- | ------------------- | ---- |
| 1-3   | Лукас Барриос | Боруссия (Дортмунд) | 4    |
| 1-3   | Томас Мюллер  | Бавария             | 4    |
| 1-3   | Зар Зенеси    | Айнтрахт (Трир)     | 4    |
| 4     | 7 игроков     | 7 игроков           | 3    |